# 湖中謙介
湖中 謙介（こなか けんすけ、1960年10月16日 - ）は、日本の実業家。コナカ代表取締役社長、サマンサタバサジャパンリミテッド代表取締役社長、フィットハウス取締役会長、フタタ取締役。

## 人物・経歴
大阪府大阪市出身。神戸大学法学部進学後の1982年、日本テーラー（現コナカ）に入社。1984年、大学を中退。1991年取締役商品部長に昇格。1999年常務取締役。2003年専務取締役。2005年代表取締役社長を務め、多業態の展開や、東南アジアへの本格進出などを行った。2024年サマンサタバサジャパンリミテッド代表取締役社長。